# Józef Zembaczyński
Józef Edward Zembaczyński (ur. 18 marca 1909 w Krakowie, zm. 31 grudnia 1997 tamże) – polski piłkarz występujący na pozycji napastnika.

## Życiorys
Zembaczyński był wychowankiem Sparty Kraków, w której występował w latach 1925–1931. W 1932 roku dołączył do Cracovii. Nowy klub reprezentował przez osiem sezonów, do momentu wybuchu II wojny światowej. W „Pasach” zadebiutował 3 kwietnia 1932 roku w przegranym 3:2 meczu z Wartą Poznań, zaś pierwsza bramkę strzelił 27 maja 1934 roku w wygranym 1:0 spotkaniu z tym samym zespołem. W sezonie 1932 i 1937 Zembaczyński święcił z Cracovią tytuł mistrza, natomiast w sezonie 1934 wicemistrza Polski. W czasie wojny grał w rozgrywkach okupacyjnych w barwach macierzystej Sparty Kraków i Klubu Sportowego Groble. Zembaczyński był reprezentantem Krakowa, z którym tryumfował w 1936 roku w Pucharze Prezydenta Rzeczypospolitej Polskiej.

## Statystyki

### Klubowe
| Sezon | Klub     | Liga   | Liga krajowa | Liga krajowa |
| ----- | -------- | ------ | ------------ | ------------ |
| Sezon | Klub     | Liga   | Mecze        | Bramki       |
| 1932  | Cracovia | I Liga | 1            | 0            |
| 1933  | Cracovia | I Liga | 13           | 0            |
| 1934  | Cracovia | I Liga | 8            | 3            |
| 1935  | Cracovia | I Liga | 11           | 3            |
| 1937  | Cracovia | I Liga | 16           | 6            |
| 1938  | Cracovia | I Liga | 16           | 6            |
| 1939  | Cracovia | I Liga | 11           | 5            |
| Razem | Razem    | Razem  | 76           | 23           |

## Sukcesy

### Cracovia
- Mistrzostwo Polski (2 razy) w sezonach: 1932, 1937
- Wicemistrzostwo Polski w sezonie 1934

### Reprezentacja Krakowa
- Puchar Prezydenta Rzeczypospolitej Polskiej w 1936 roku